# Château de Miraval (Tarn)
Pour les articles homonymes, voir Château de Miraval (homonymie).
Le château de Miraval est un ancien château fort remanié situé à Lagarrigue, dans le Tarn (France). Construit vers le XIIe siècle, il a appartenu à la famille de Miraval, issue du village de Miraval-Cabardès.

## Historique

### Origine

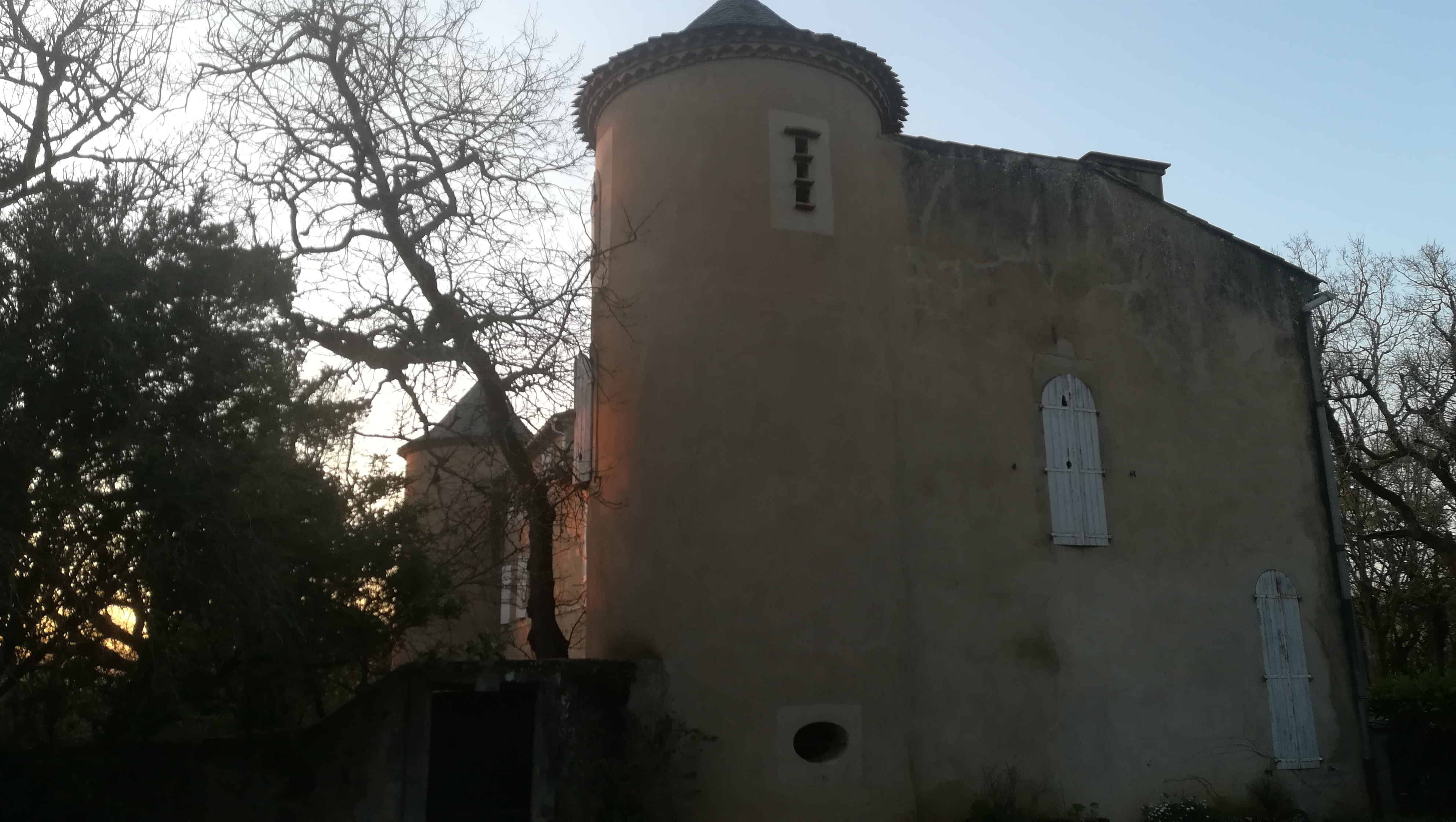
Les deux tours du château

Selon une publication du congrès national des sociétés savantes, le château de Miraval est d'origine médiévale. En témoigne ainsi la présence de canonnières et meurtrières sur ses murs.

### La famille de Miraval
L'origine exacte du château est inconnue, mais au XIIe siècle, la famille de Miraval est citée comme propriétaire de l'édifice. Les terres de Miraval à Lagarrigue auraient été données par le vicomte Bernard Aton IV Trencavel à Bernard de Miraval, en récompense de son soutien. C'est de cette famille noble, dont est issue le célèbre troubadour Raimon de Miraval, possédant Miraval-Cabardès, que le château actuel tient son nom. Elle est alors vassale et proche des vicomtes Trencavel, et principalement de Cécile de Provence, femme de Bernard Aton IV, qui possède le puissant château voisin de Gaïx.
Ainsi, c'est Bernard de Miraval, seigneur de Miraval, qui réalise le testament de Cécile en 1136. A la demande de cette même vicomtesse, il réalise plusieurs dons et legs en faveur de l'abbaye Notre-Dame de l'Ardorel, à Augmontel, dont il participe peut-être à la fondation,.
Néanmoins, il semble que la famille de Miraval se voit spolier ses biens dans le castrais en 1174, dont le château de Miraval, à la suite d'un conflit entre Guillaume de Miraval et son suzerain, le vicomte Roger II Trencavel,.

### Époque récente
Le château de Miraval a sûrement été remanié à la Renaissance.
Au milieu du XIXe siècle, des pièces de monnaie en or et en argent, datant des règnes de Charles IX et d'Henri III, sont retrouvées sur la propriété. Vers 1890, il appartient à un certain Fernand Laval, qui possède un équipage de vénerie.

## Architecture
Le château de Miraval est construit sur une colline surplombant la vallée de la Durenque, et le village de Lagarrigue. Il fait face à la Montagne Noire, et se trouve ainsi à proximité des châteaux d'Arifat et de Gaïx.
C'est un corps de logis en pierre enduite. Il est orienté d'est en ouest, et flanqué de deux tours circulaires en ses extrémités. La tour ouest est plus massive que celle à l'est. Elles sont toutes deux couvertes de toitures en ardoises, tandis que le bâtiment possède une toiture en tuiles. Le logis s'élève sur trois étages, et présente plusieurs meurtrières et canonnières. Il est précédé par un jardin avec des ornements en buis.

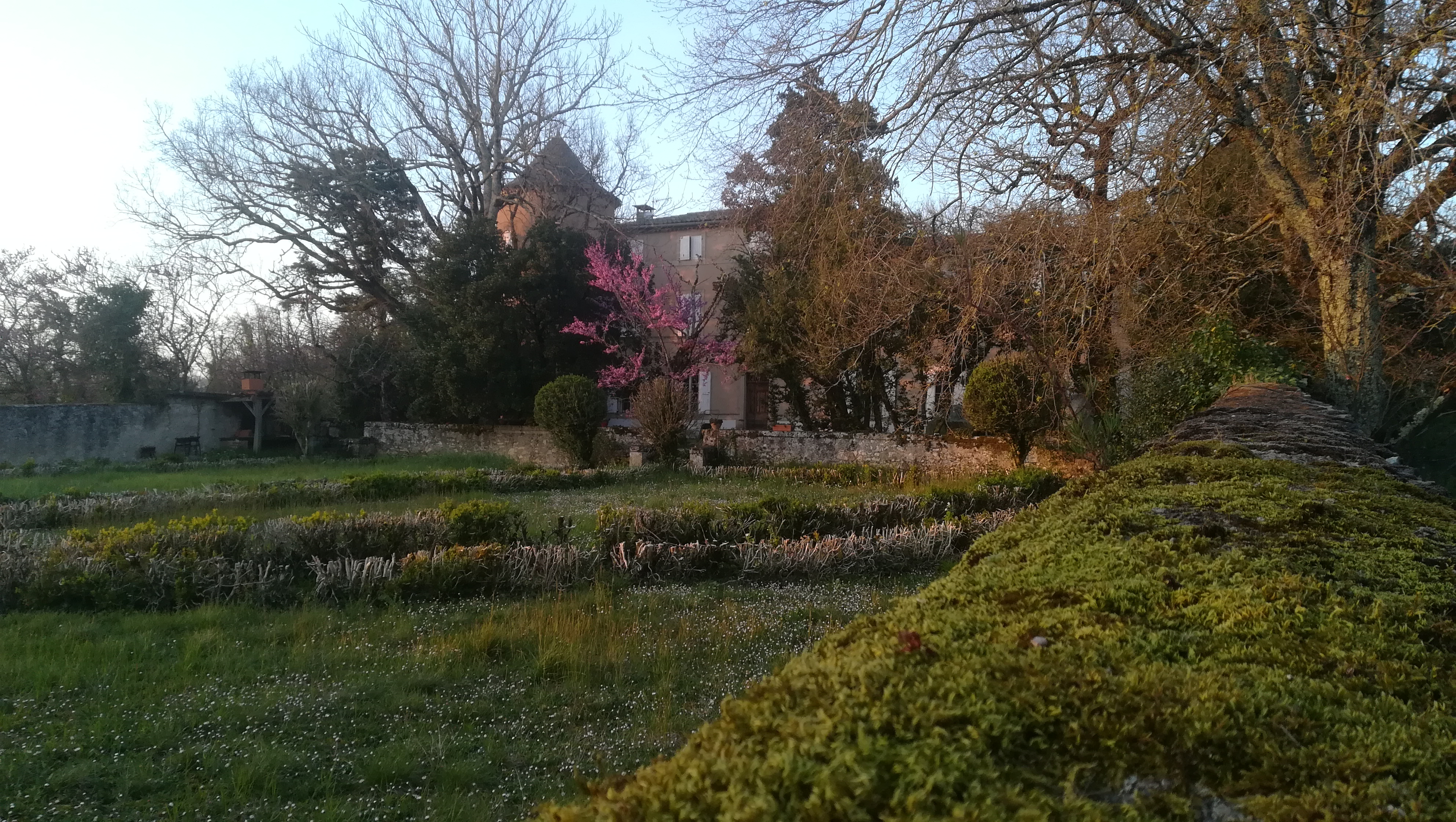
Le château et ses jardins